# Myosotis retusifolia
Myosotis retusifolia är en strävbladig växtart som beskrevs av Rocha Afonso. Myosotis retusifolia ingår i släktet förgätmigejer, och familjen strävbladiga växter. Inga underarter finns listade i Catalogue of Life.